# Игорная зона
Игорная зона — особый административно-территориальный объект в Российской Федерации, предназначенный для осуществления деятельности по организации и проведению азартных игр.
Действуют в России с 1 июля 2009 года (законопроект предлагался и раньше). Любая игорная деятельность, проводящаяся вне таких зон, за исключением букмекерских контор, тотализаторов и лотерей, запрещена. Порядок создания и ликвидации игорных зон, их наименования и границы регулируются правительством.
Игорные зоны должны размещаться за пределами населённых пунктов; также не планируется создание постоянных поселений на территории таких зон.

## Список игорных зон

### Действующие
Первоначально было выделено четыре участка для игорных зон, однако впоследствии список был изменён:
1. «Сибирская монета» (активна). Находится в Алтайском крае. Открыт первый комплекс казино Altai Palace, в котором по состоянию на декабрь 2015 года работает несколько игровых залов и ещё ведутся работы в гостинице и других частях комплекса[4]. По официальным данным, за 2015 год игорную зону посетило более 17 тысяч человек.
2. «Приморье» (активна). Находится на территории Приморского края[5]. Первое казино планировали открыть не ранее 15 сентября 2014 года[6]. Местные власти также планировали привлечь новых инвесторов в игорную зону[7][8]. 11 ноября 2015 года было открыто первое казино, ставшее крупнейшим в России[9].
3. «Янтарная» (активна). Находится на территории Калининградской области[10]. В течение долгого времени, несмотря на попытки инвестировать средства в проект[11][12], никаких заметных сдвигов в развитии и застройке игорной зоны не происходило[13][14][15]. В апреле 2014 года её территория была увеличена почти на 1 км²[16][17][18]. Об определённых сдвигах в реализации игорной зоны свидетельствует и предложенное губернатором Калининградской области Николаем Цукановым обсуждение её концепции[10]. По его мнению, «Янтарная» могла бы развиваться как «специальная» туристско-рекреационная зона без выраженного акцента на игорном бизнесе, по примеру популярного немецкого курортного городка Баден-Бадена[17][19]. Первый объект игорной зоны — зал игровых автоматов — открыт 8 апреля 2016 года[20].
4. «Красная Поляна» (активна). В декабре 2013 года ряд СМИ опубликовал предложение премьер-министра Дмитрия Медведева о якобы начале строительства очередной игорной зоны на территории города-курорта Сочи после проведения в нём зимней Олимпиады[21][22][23][24][25]. Вскоре данная информация была опровергнута пресс-секретарём Медведева[26][27][28][29]. Сам же премьер-министр России и ряд других экспертов и чиновников раскритиковали данную идею[28][30][31][32]. Президент РФ Владимир Путин отметил также, что Сочи имеет имидж семейного курорта, и создание игорной зоны в нём нецелесообразно[33]. В итоге первое казино на территории Красной Поляны открылось 5 января 2017 года[34].

### Проектируемые
1. Золотой берег [35](утверждена, в стадии проектирования[36]). 21 апреля 2014 года ряд СМИ сообщил о внесении президентом России Владимиром Путиным законопроекта о создании на территории полуострова Крым собственной игорной зоны[37][38][39][40][41]. На данный момент, как сообщается, ведутся поиски оптимального места для её размещения[42] (наиболее вероятным считается выбор территории на Южном берегу Крыма[43]). Предложения об открытии игорной зоны в Крыму поступали ещё в период контроля полуострова Украиной[44][45], а после вхождения в состав России аналогичное предложение поступило на рассмотрение в марте 2014 года, в рамках создания особой экономической зоны в Крыму[46][47][48]. Тогда эта инициатива была серьёзно раскритикована Общественной палатой Российской Федерации[49][50][51] и премьер-министром России Дмитрием Медведевым[52], однако была поддержана и. о. премьер-министра Республики Крым Сергеем Аксёновым[53]. По словам вице-премьера РФ Дмитрия Козака, «азартная» зона на территории Крыма может быть реализована исключительно в рамках действующего законодательства (в некотором не населённом районе, без распространения по всей территории региона)[54]. Возможное открытие крымской игорной зоны ожидаемо встретило крайне негативную реакцию со стороны украинских СМИ[55][56][57][58] и крымских татар[59]. 25 ноября 2015 года Государственным советом Республики Крым принят закон «О государственном регулировании деятельности по организации и проведению азартных игр в игорной зоне на территории Республики Крым»[60]. 22 октября 2019 года председатель правительства РФ Дмитрий Медведев распорядился создать в Ялте игорную зону «Золотой берег»[61][35]. Место строительства игорной зоны в Крыму перенесли в район Ялтинского морского порта[62].

### Закрытые
1. Азов-Сити. Находилась на территории Краснодарского края. Ранее планировалось разместить зону на границах Краснодарского края и Ростовской области, однако в дальнейшем ростовская часть зоны была ликвидирована[63]. На момент 31 декабря 2018 года была крупнейшей из игорных зон[64]: по состоянию на январь 2014 года здесь действовали три казино и строился пятизвёздочный отель[65].

### Предлагавшиеся
1. Золотые Пески. Проект пригорода Анапы, который представляет собой крупный комплексный курортный объект, включающий в себя в том числе и игорную зону[66]. Предполагалось, что Золотые Пески придут на смену менее перспективной Азов-Сити[67][68][69].
2. Игорная зона в Республике Бурятия. Ряд членов местной Общественной палаты предложили создать очередную игорную зону на территории Бурятии. Обсуждение инициативы должно было состояться в мае 2014 года[70]. Подобная идея выдвигалась ещё в 2008 году[71][72][73] и уже тогда встретила критику со стороны различных активистов, особенно со стороны членов партии КПРФ[74][75].